# Rick Owens
Rick Owens, né le 18 novembre 1962 à Porterville, est un styliste américain reconnu pour être l'un des derniers à avoir perpétué le mouvement minimaliste et « antifashion » des années 1990, tout en incluant une certaine féminité dans ses créations.

## Biographie
Richard Saturnino Owens étudie l'art à l’Otis/Parsons (aujourd’hui Otis College Of Art And Design) de Los Angeles pendant deux ans avant qu’une classe de modélisme l’amène à quitter l’école. Il travaille alors pour des entreprises de sportswear bon marché imitant des vêtements de marque.
À la fin des années 1980, Michèle Lamy le sort de la drogue, il s'oriente dès lors définitivement vers la mode. Rick Owens et Michèle Lamy sont depuis mariés.
En 1994, il lance son propre label qu’il vend exclusivement chez Charles Gallay, un magasin multi-marque d'avant-garde à Los Angeles.
En 2001, il s’associe avec le groupe Eo Bocci Associati qui l’aide à s’ouvrir sur l’international. Sa production se fait dès lors en Italie.
La même année, il attire l’attention quand une image du styliste Panos Yiapanis shootée par Corinne Day et représentant Kate Moss portant une veste en cuir qu'il a créée est publiée dans Vogue Paris.
En 2002, il présente son premier défilé à New York avec le soutien de Vogue USA et d’Anna Wintour qui a publié des photos de Rick Owens et sa muse Kembra Pfahler par Annie Leibovitz. La saison suivante, Rick Owens lance sa ligne homme qui défile en même temps que la collection femme printemps-été 2003. Il reçoit alors le prix du « meilleur espoir en prêt-à-porter », par le Conseil des créateurs de mode américains.
En 2003, Rick Owens s’installe à Paris. Sa société Owenscorp emménage Place du Palais-Bourbon dans le 7e arrondissement. Commence une longue collaboration avec le styliste Panos Yiapanis qui travaille depuis auprès de lui sur les collections.
En 2004, afin de fêter les dix ans de son label, Rick Owens sort un livre rétrospective intitulé L’ai-je bien descendu ?.
Rick Owens ouvre sa première boutique à Paris, au Palais-Royal, et démarre une gamme de mobilier ainsi que la ligne Lilies, plus jeune et plus absorbable, la ligne DRKSHDW (Darkshadow) consacrée au denim, ainsi que la ligne Palais Royal dédiée aux fourrures et aux pièces faites mains.
En 2008, un deuxième magasin ouvre à TriBeCa à New York, commence alors l'expansion internationale de la marque. Depuis, Rick Owens possède ses propres boutiques à Milan, Los Angeles, Miami, Dubai, Tokyo, Beijing, Shangai, Xi'an et Chengdu, ainsi que de très nombreux points de vente.
En 2013, Carpenters Workshop Gallery présente dans leur galerie londonienne une sélection de mobiliers créés par le designer.

## Défilés
(juillet 2016).

### Plus qu'un défilé, un show
À la différence de nombreux créateurs qui voient dans un défilé une épreuve du feu et de grand stress, Rick Owens les considère comme un show à part entière qui vient ponctuer chaque période de travail : show par le lieu, la bande son, la lumière, l'ambiance, et non pas un simple défilé commercial de présentation de vêtements.
À ce sujet, il affirme en octobre 2015 :  « les gens savent qu’en allant à mes shows, ils vont assister à quelque chose de fort, de théâtral, une histoire émouvante mais qui évite le sentimentalisme, et jusqu’ici cet équilibre a fonctionné. Or, d’un coup, j’ai l’impression que l’état d’esprit a légèrement changé, s’est mis à pencher vers l’idée d’un « cirque », d’une comédie plutôt que d’une histoire d’amour. Mais bon, on verra bien en septembre, avec la collection femme, qui sera très douce. »

### Scandales
Par son goût du jeu avec le conservatisme propre au milieu de la mode, Rick Owens bouscule les conventions, ce qui vaut à ses défilés d'être des évènements en soi, quitte à créer parfois des scandales et des polémiques.
Pour son défilé Femme Printemps-Été 2014, il invite des danseuses noires de stepping (danse de compétition dans le milieu hip-hop) qui ne défilent pas mais utilisent leur corps comme percussions (en se tapant sur les cuisses) et leur voix afin de créer une attitude guerrière. Les danseuses, toutes habillées en Rick Owens, sont noires, métisses, rondes, musclées, en clair l'antithèse au défilé classique de mannequins filiformes marchant en ligne et sans expression. « J’ai été attiré par le côté couillu [du stepping]. C’était comme un gros "Fuck you" à la beauté conventionnelle. Leur message, c’est : "nous sommes belles à notre façon." », a expliqué Rick Owens. Pour le Huffington Post, ce défilé est « la plus grande célébration de la diversité raciale et morphologique de la saison ». « Le défilé de Rick Owens célèbre les vraies femmes », a quant à lui affirmé le Daily Beast.
Après Yves Saint Laurent qui avait dévoilé la poitrine féminine sous des blouses de soie, Rick Owens s'attaque au tabou du sexe masculin en dévoilant des pénis lors de sa collection Homme Automne-Hiver 2015. Immanquablement, les réactions sont vives (Rick Owens expliquera à Mlle Agnès que les personnes offusquées s'étonneront de la taille rabougrie des pénis : « Ils s'attendaient à quoi ? En fait, ils voulaient des grosses bites de porno. ») et lui valent le surnom éphémère de "Dick" Owens (dick voulant dire bite en anglais), repris par Karl Lagerfeld, lui-même choqué.
Lors de sa collection Homme Printemps-Été 2016, l'un de ses mannequins fétiches, Jera, brandit un tissu « PLEASE KILL ANGELA MERKEL / NOT » (SVP TUEZ ANGELA MERKEL / JE PLAISANTE) afin de protester contre l'attitude intransigeante de la Chancelière à propos de la Grèce alors en pleine crise financière. De retour en coulisses, Rick Owens lui met un coup de poing et le chasse furieux, se désolidarisant complètement de cet acte : « Ce n'était pas mon idée, je l'ai frappé lorsqu'il est arrivé en coulisses. Il est ma muse masculine depuis douze ans, alors il s'est cru autorisé à faire une chose pareille en plein show, je suis furieux. », déclare-t-il à l’AFP. Il ajoute, « L'ironie de l'histoire, c'est que cette collection évoque l'agressivité masculine. »
Pour sa collection Femme Printemps-Été 2016, chaque mannequin supporte un deuxième mannequin (en fait des gymnastes) avec sangles et harnais afin de souligner ce que la solidarité féminine supporte dans ce monde.